# Serras do Ibitipoca

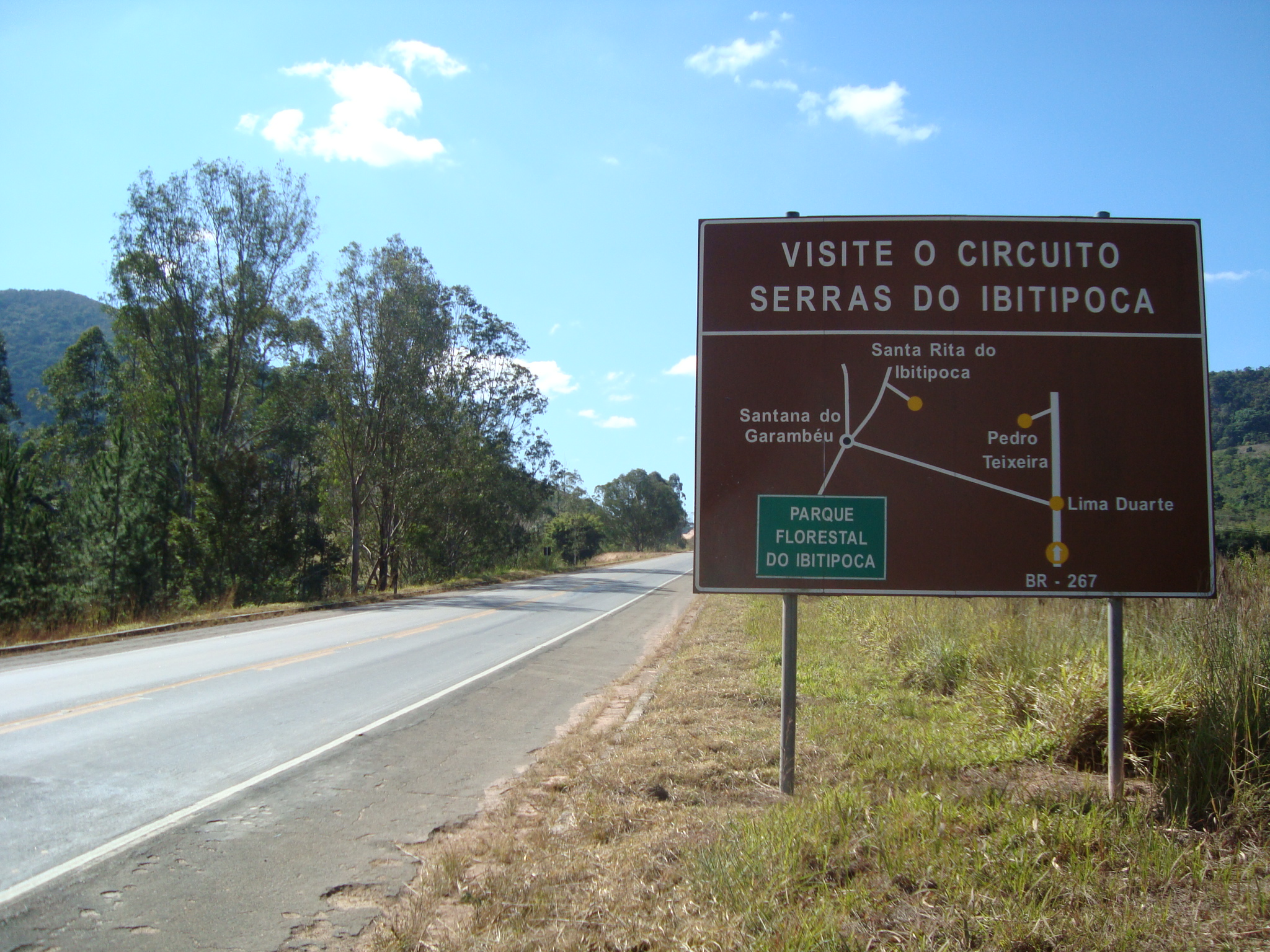
Trecho da rodovia BR-267 no circuito turístico Serras do Ibitipoca.

Serras do Ibitipoca é um circuito turístico do estado brasileiro de Minas Gerais que integra a região da Estrada Real. É constituído por nove municípios da Zona da Mata e do Sul do estado: Bias Fortes, Bom Jardim de Minas, Ibertioga, Lima Duarte, Pedro Teixeira, Santa Rita de Ibitipoca, Santana do Garambéu, Santa Rita de Jacutinga e Rio Preto.

## Unidades de conservação
Nos municípios de Lima Duarte e Santa Rita do Ibitipoca se encontra o Parque Estadual do Ibitipoca, uma unidade de conservação criada em 1973 e mantida pelo Instituto Estadual de Florestas de Minas Gerais.

## Rodovias
Integram esse circuito as rodovias BR-267, MG-135 e MG-338.